# Andy Lau
Andy Lau (* 27. září 1961, Tai Po, Hongkong) je hongkongský herec, zpěvák a filmový producent. Je zapsán do Guinnessovy knize rekordů, jako čínský zpěvák oceněný nejvíce cenami.

## Filmografie
- 2013 Slepý detektiv
- 2011 Jednoduchý život
- 2010 Detektiv Dee a záhada smrtícího ohně
- 2009 Založení republiky
- 2008 Tři království: Vzkříšení draka
- 2007 Válečníci
- 2006 Válka rozumu a cti
- 2005 Malá mořská víla Dodo
- 2004 Klan létajících dýk
- 2003 Volavka 3
- 2003 1:99 Shorts
- 2002 Volavka
- 2002 Zlatá děvka
- 2000 Duel
- 1999 Kdo s koho
- 1994 Legenda o opilém Mistrovi
- 1993 Bojovník
- 1989 Bílá Čína
- 1989 Bůh gamblerů
- 1986 Šťastné hvězdy v akci
- 1985 Mé šťastné hvězdy
- 1985 Šťastné hvězdy